# Challenger de Mallorca
El Rafa Nadal Open es un torneo profesional de tenis. Pertenece al ATP Challenger Tour. Se juega desde el año 2018 sobre pistas de dura, en Mallorca, España.

## Palmarés

### Individuales
| Año  | Campeón          | Finalista          | Resultado        |
| ---- | ---------------- | ------------------ | ---------------- |
| 2018 | Bernard Tomic    | Matthias Bachinger | 4–6, 6–3, 7–6(3) |
| 2019 | Emil Ruusuvuori  | Matteo Viola       | 6–0, 6–1         |
| 2020 | No Celebrado     | No Celebrado       | No Celebrado     |
| 2021 | Lukáš Lacko      | Yasutaka Uchiyama  | 5–7, 7–6(8), 6–1 |
| 2022 | Luca Nardi       | Zizou Bergs        | 7–6(2), 3–6, 7–5 |
| 2023 | Hamad Medjedovic | Harold Mayot       | 6–2, 4–6, 6–2    |
| 2024 | Duje Ajduković   | Matteo Gigante     | 4–6, 6–3, 6–4    |

### Dobles
| Año  | Campeones                             | Finalistas                                | Resultado        |
| ---- | ------------------------------------- | ----------------------------------------- | ---------------- |
| 2018 | Ariel Behar Enrique López Pérez       | Daniel Evans Gerard Granollers            | Walkover         |
| 2019 | Sander Arends David Pel               | Karol Drzewiecki Szymon Walków            | 7–5, 6–4         |
| 2020 | No Celebrado                          | No Celebrado                              | No Celebrado     |
| 2021 | Karol Drzewiecki Sergio Martos Gornés | Fernando Romboli Jan Zieliński            | 6–4, 4–6, [10–3] |
| 2022 | Yuki Bhambri Saketh Myneni            | Marek Gengel Lukáš Rosol                  | 6–2, 6–2         |
| 2023 | Daniel Cukierman Joshua Paris         | Sriram Balaji Ramkumar Ramanathan         | 6–4, 6–4         |
| 2024 | David Pichler Jurij Rodionov          | Anirudh Chandrasekar David Vega Hernández | 1–6, 6–3, [10–7] |